# Гаррікейн (Західна Вірджинія)
Гаррікейн (англ. Hurricane) — місто (англ. city) в США, в окрузі Патнем штату Західна Вірджинія. Населення — 6961 особа (2020).

## Географія
Гаррікейн розташований за координатами 38°25′45″ пн. ш. 82°1′1″ зх. д. / 38.42917° пн. ш. 82.01694° зх. д. (38.429174, -82.017015).  За даними Бюро перепису населення США в 2010 році місто мало площу 9,78 км², з яких 9,70 км² — суходіл та 0,08 км² — водойми.

## Демографія
Згідно з переписом 2010 року, у місті мешкали 6284 особи в 2499 домогосподарствах у складі 1785 родин. Густота населення становила 643 особи/км².  Було 2627 помешкань (269/км²).
Расовий склад населення:
| - 96,7 % — білих - 1,0 % — чорних або афроамериканців - 0,7 % — азіатів - 0,2 % — корінних американців |

До двох чи більше рас належало 1,2 %. Частка іспаномовних становила 0,9 % від усіх жителів.
За віковим діапазоном населення розподілялося таким чином: 25,5 % — особи молодші 18 років, 61,0 % — особи у віці 18—64 років, 13,5 % — особи у віці 65 років та старші. Медіана віку мешканця становила 38,1 року. На 100 осіб жіночої статі у місті припадало 91,9 чоловіків;  на 100 жінок у віці від 18 років та старших — 89,6 чоловіків також старших 18 років.
Середній дохід на одне домашнє господарство  становив 72 723 долари США (медіана — 52 347), а середній дохід на одну сім'ю — 87 062 долари (медіана — 71 750). За межею бідності перебувало 10,0 % осіб, у тому числі 4,9 % дітей у віці до 18 років та 13,4 % осіб у віці 65 років та старших.
Цивільне працевлаштоване населення становило 2746 осіб. Основні галузі зайнятості: освіта, охорона здоров'я та соціальна допомога — 20,0 %, роздрібна торгівля — 15,3 %, мистецтво, розваги та відпочинок — 12,8 %.